# Susã
Susã (Shushan) ou Susa (Shusha) era uma antiga cidade do Oriente Próximo, capital de Elão e que fez também parte dos impérios babilônio, persa e parta, localizada cerca de 250 km a oriente do rio Tigre, no que é hoje o sudoeste do Irão. É actualmente um grande campo arqueológico, e uma cidade com o seu antigo nome (Sus) situa-se nas proximidades.
O sítio arqueológico de Susã fica nas imediações da atual cidade a que deu nome. As escavações no local puseram a descoberto ruínas de edifícios administrativos, palácios e casas de habitação e mostram uma fixação humana contínua desde o final do V milénio a.C.. Centro da cultura elamita a partir do II milénio a.C., Susã integrou sucessivamente os impérios babilônio, aquemênida, selêucida, parta e sassânida.

## História

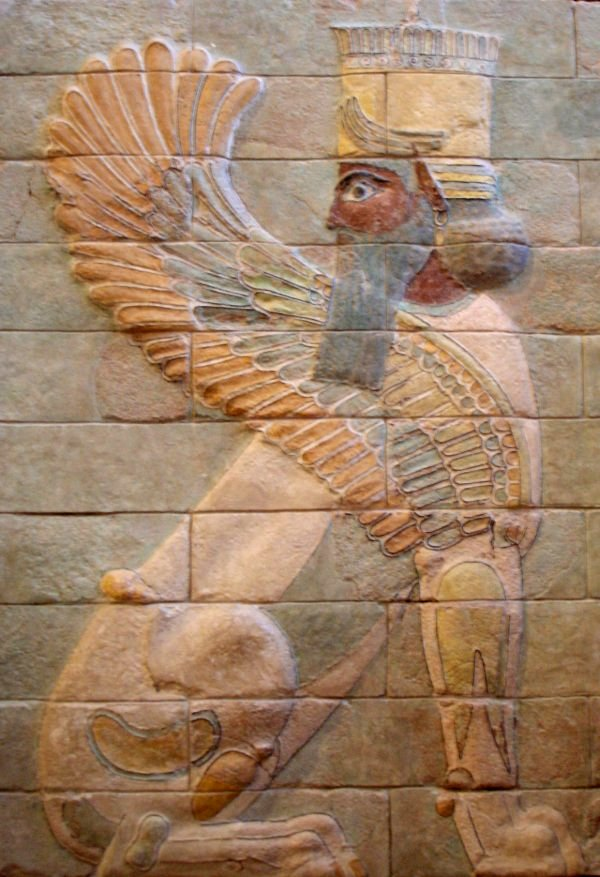
Esfinge de da Pérsia no palácio de Susã, hoje no museu do Louvre, Paris

Susã foi fundada por volta de 4 000 a.C.. Esteve sob controlo político sumério e depois elamita. As escavações mostraram nos níveis iniciais uma cerâmica diferente da Suméria e nos níveis seguintes uma cerâmica idêntica (especialmente do período de Uruque). A influência proto-elamita está presente desde finais do quarto milênio (antes de 3 000 a.C.); as inscrições proto-elamitas (que não puderam ser decifradas) foram usadas até cerca de 2 900 a.C.
Depois de 2 500 a.C. esteve sob influência de Avã, reino que se formara no sudoeste e sul, e que era de cultura elamita, diferente da cultura suméria. Conquistado Avã por Sargão I da Acádia por volta de 2 330 a.C., Susa vê nela estabelecer-se um governador. Em 2 221 a.C. Avam recuperou a independência em relação a Acádia. Neste tempo Avam anexou a região de Susã (Susiana) quando Cutique-Insusinaque de Avam conquistou Susã por volta de 2 200 a.C. Os elamitas invadiram o nordeste da Mesopotâmia nessa altura e provocaram o movimento dos gútios para a Acádia.
Cutique-Insusinaque deixou diversos documentos com o seu nome em Susã, alguns em acádio e outros na escrita elamita linear, da qual só se conseguiu decifrar algumas assinaturas e que provavelmente derivam do proto-elamita.
Ur-Namu de Ur enfrentou os reinos elamitas e o seu sucessor Sulgi (r. 2094–2046 a.C.), derrotou-os em Susiana e colocou-os sob dependência de Ur como unha província con capital na cidade de Susã. Permaneceu nas mãos da terceira dinastia de Ur até à queda desta em 2 004 a.C. Um dos reinos elamitas vassalos, Simas ou Simasqui, dirigiu a recuperação nacional e em 2 003 a.C. derrotou Ur, cujo rei, Ibi-Sim, foi feito prisioneiro e trasladado para Ansã (outro reino elamita, onde a dinastia de Simasca se impusera), onde morreria. Susã rebelou-se contra Ur e declarou-se independente por volta de 2 004 a.C., aliando-se a Simas, mas finalmente Susiana incorporou-se no reino e estabeleceu-se Susã como capital principal do país. Um príncipe, normalmente o herdeiro, usou o título de "Sucal de Susã" (rei de Susã, possivelmente título de origem religiosa); é possível que o governo fosse exercido pelos príncipes no verão, quando o rei deixava Susã, muito quente, para ficar na meseta, de clima mais moderado. Susã foi a capital de Elão ou, pelo menos, uma das cidades principais nos séculos que se seguiriam.
Cerca de 1 900 a.C., Larsa dirigiu expedições contra o reino até à região de Ansã. Porém, os reis elamitas conservaram Ansã sob seu domínio e em geral todos os seus territórios. Elão chegou à sua máxima expansão com o rei Sivepalarupaque, que será aliado (apesar de se chamar soberano e não aliado) de Hamurabi da Babilónia (r. 1792–1750 a.C.), e de Zinrilim de Mari. Esta aliança combateu contra Esnuna, mas depois Mari e Babilônia mudaram a aliança e enfrentaram Elão, que desapareceu temporariamente, pelo menos como estado unificado.
A partir de 1 455 a.C. o reino de Ansã volta a unir-se ao reino de Susã e volta a constituir um poder considerável. Em 1 405 a.C. os babilônios estabelecem em Elão uma nova dinastia, o que inicia uma era de cooperação. Porém, depois de 1 250 a.C., uma mudança dinástica em Elão rompe o período de paz e cooperação. Os elamitas, na sua luta, chegam a Babilônia em 1 155 a.C. e instalam um rei da dinastia elamita. A influência elamita estende-se à Acádia e às cidades da zona e a Nipur. Nabucodonosor I, rei da Babilônia originário de Isim, expulsa os elamitas e devasta-lhes o país.
Elão desaparece e não se mencionam reis elamitas até ao final do século VII a.C., quando ajudaram a Babilônia contra a Assíria; os reinos elamitas seriam conquistados por causa disso pelo rei da Assíria, Assurbanípal (r. 668–627 a.C.), que entra em Susã em 646 a.C.
Mas pouco depois o reino de Susã voltou a ser independente e menciona-se um rei em Ansã. Em 536 a.C., Susã foi conquistada por Ciro II, o Grande, que fez prisioneira Panteia, mulher do rei Abradates, e o seu sucessor Dario I, o Grande fá-la-ia capital do Império Persa, até que a capital se mudaria para Persépolis.
Em 331 a.C., quando governava o sátrapa Abulites, Susa foi conquistada por Alexandre, o Grande e inicia uma decadência acelerada. O elamita deixou de se escrever no século IV a.C. mas continuar-se-ia a falar até ao século XIII d.C.